# English, baby!
«English, baby!» (досл.: «Английский, детка!») — социальная сеть и онлайн-курс обучения американскому варианту разговорного английского языка и сленга, штаб квартира находится в Портленде, штат Орегон. Данным сервисом пользуются более 1,6 миллиона человек, что делает его одним из крупнейших и успешных с высочайшим рейтингом Интернет-сообществом по изучению английского языка как для студентов, так и для преподавателей. Наиболее популярен «English, baby!» в Китае, где проживают примерно четверть его пользователей. Широкий интерес проявляется и в других странах, таких как Турция, Бразилия, Индия, Египет, США и Тайвань.
Компания предлагает как бесплатные, так и платные виды образовательных услуг, привлекая знаменитостей к обучению студентов.

## Уроки
«English, baby!» содержит базу из нескольких тысяч уроков английского языка. Во многих уроках участвуют популярные музыканты, спортсмены и актёры, которые объясняют способы употребления того или иного слова или фразы; а те, для которых английский не является родным, делятся своим опытом изучения английского языка. В проекте «English, baby!» принимают участие такие знаменитости, как звезды НБА Стив Нэш и Дуайт Ховард, чемпионы Олимпийских игр по фигурному катанию Шэнь Сюэ и Чжао Хунбо, музыканты Шерил Кроу и Girl Talk (англ.).
На официальном веб-сайте размещены видео уроки в стиле мыльной оперы и реалити-шоу, а также аудио уроки в формате mp3, в основе которых лежат сценки из современной жизни в исполнении актёров-носителей английского языка. Уроки включают изучение английской грамматики, тесты и пополнение словарного запаса. Большая часть учебного материала доступна только для «супер членов» («Super Members») по цене 5 (пять) долларов США в месяц. К их услугам предоставляется возможность напрямую проконсультироваться с преподавателем по интересующему вопросу.
Кроме изучающих английский язык, «English, baby!» предоставляет возможность преподавателям ESL (англ.) создать свои, или использовать на своих занятиях уже существующие на сайте уроки по английскому языку.

## История
«English, baby!» был основан в 2000 году Джоном Хейденом (John Hayden), после возвращения из Японии, где он работал в Hitachi и преподавал английский язык. Он обнаружил, что многие учащиеся не имеют навыков разговорного английского языка, поэтому вскоре был запущен проект «English, baby!», который с помощью сети Интернет призван воссоздать атмосферу пребывания в англо-язычной стране. Джон Хейден по настоящее время является генеральным директором компании.
В 2005 году была основана «Versation Inc.», компания-учредитель «English, baby!». «Versation» участвует в подготовке и наборе выпускников для колледжей и университетов.
Следуя развитию таких популярных сайтов, как MySpace и Facebook, на сайте «English, baby!» в 2006 году была реализована функция социальной сети, что позволило участникам создавать свои профили на сайте и общаться друг с другом. В 2009 году на сайте «English, baby!» был зарегистрирован миллионный пользователь.
«English, baby!» имеет право на совместное использование контента с такими компаниями, как Nokia в КНР и HOOP Magazine (англ.) в Японии.